# Tmání
Tmání je česko-německý krátký animovaný film režiséra Ondřeje Moravce, který měl světovou premiéru v roce 2022 na filmovém festivalu v Benátkách. Film je promítán ve virtuální realitě a jde o první český VR film, který byl podpořen Státním fondem kinematografie. Jedná se o autobiografický film, který zobrazuje autentické zážitky mladého člověka s depresí.
V Česku bylo možné Tmání zhlédnout na MFDF v Jihlavě v říjnu 2022 a od listopadu 2022 do února 2023 bylo možné Tmání zhlédnout v Centru současného umění DOX.